# مايك غالاكوس
مايك غالاكوس (باليونانية: Μάικ Γαλάκος)‏، من مواليد 23 نوفمبر 1951، لاعب كرة قدم يوناني سابق، ومدرب كرة قدم يوناني.
لعب مع منتخب اليونان لكرة القدم.

## روابط خارجية
- مايك غالاكوس على موقع الاتحاد الأوربي (الإنجليزية)
- مايك غالاكوس على موقع قاعدة بيانات كرة القدم.إي يو (الإنجليزية)
- مايك غالاكوس على موقع بيانات كرة القدم. دي إي (الألمانية)
- مايك غالاكوس على موقع ناشيونال فوتبول تيمز (الإنجليزية)
- مايك غالاكوس على موقع Soccerway.com (الإنجليزية)
- مايك غالاكوس على موقع عالم كرة القدم.نت (الإنجليزية)